# Hydropsyche incognita
Hydropsyche incognita là một loài Trichoptera trong họ Hydropsychidae. Chúng phân bố ở miền Cổ bắc.